# Элькерс, Ольга
Ольга Элькерс (нем. Olga Oelkers, 21 мая 1887 — 10 января 1969) — германская фехтовальщица, чемпионка мира, призёрка Олимпийских игр. После замужества взяла фамилию Карагиофф (нем. Caragioff).
Родилась в 1887 году. Выступала за спортивный клуб Оффенбаха, была неоднократной чемпионкой Германии. В 1928 году завоевала бронзовую медаль на Олимпийских играх в Амстердаме. В 1934 году стала серебряной призёркой международного чемпионата по фехтованию. На международном чемпионате по фехтованию 1935 года завоевала бронзовую медаль. В 1936 году стала победительницей международного чемпионата по фехтованию, но на Олимпийских играх в Берлине наград не завоевала. В 1937 году стала обладательницей серебряной медали первого официального чемпионата мира; на этом же чемпионате все прежние Международные чемпионаты по фехтованию также были признаны чемпионатами мира.